# Heliocheilus aleurota
Heliocheilus aleurota là một loài bướm đêm thuộc họ Noctuidae. Nó được tìm thấy ở New South Wales, Bắc Úc, Queensland, Nam Úc, Victoria và Tây Úc.